# Lohusuu
Lohusuu (Lohusuu vald) war eine Landgemeinde im Kreis Ida-Viru im Nordosten Estlands.

## Beschreibung
Die Landgemeinde lag im Süden des Landkreises. Sie grenzt auf 17 Kilometer Länge an den größten See Estlands, den Peipussee (Peipsi järv). Lohusuu vald hatte eine Fläche von 102 km². Darauf lebten 785 Einwohner (Stand: 1. Januar 2010).

## Gliederung

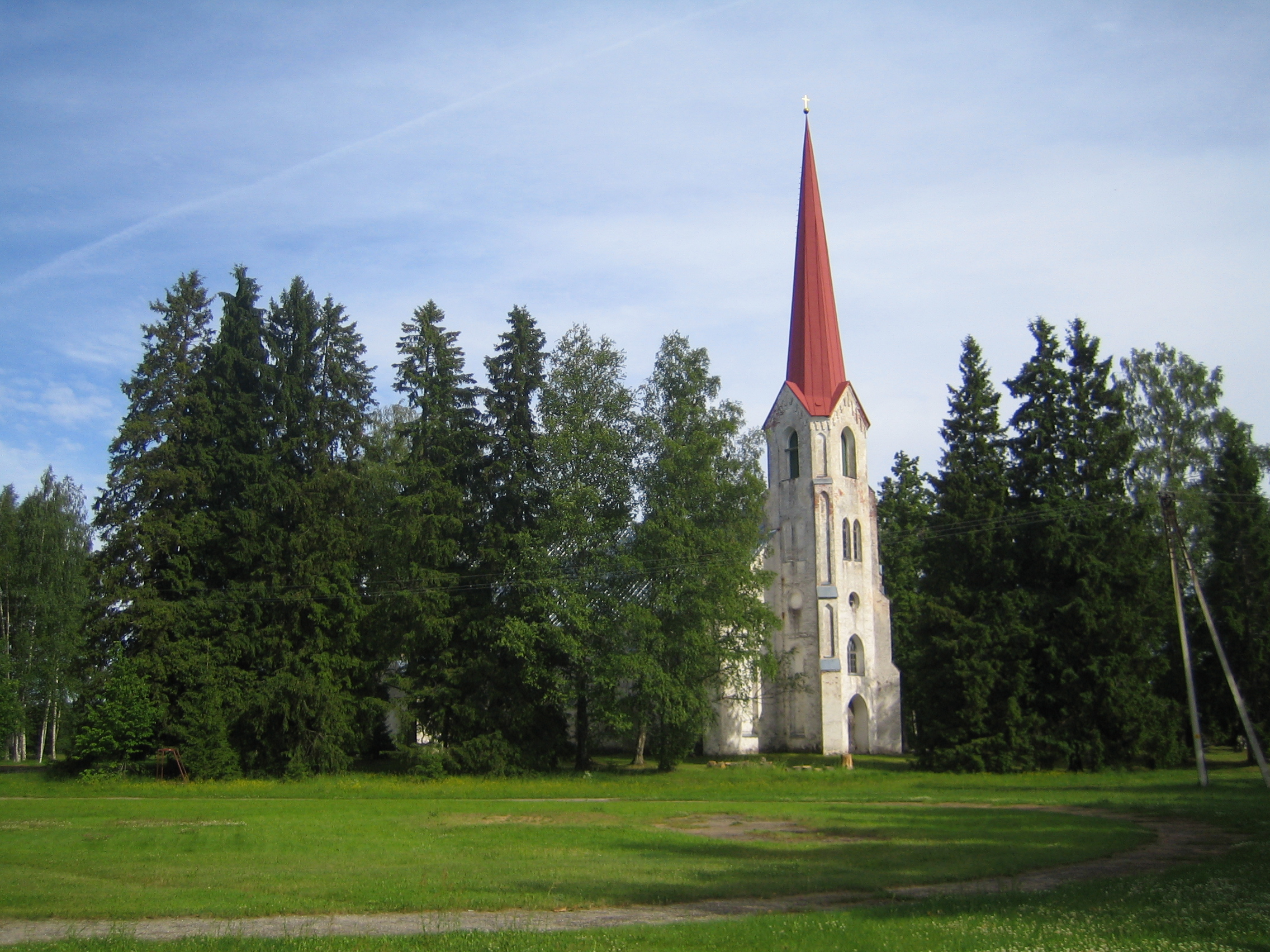
Evangelisch-lutherische Kirche im Hauptort Lohusuu

Neben dem Hauptort Lohusuu gehören zur Landgemeinde die Dörfer Jõemetsa, Kalmaküla, Kärasi, Ninasi, Piilsi, Raadna, Separa, Tammispää und Vilusi.

## Gemeindewappen
Der obere Teil des Wappens weist auf die Wälder und Felder hin der Gemeinde hin. Das untere blaue Feld steht für den Peipussee. Die Farben grün und blau symbolisieren zudem die historische Zugehörigkeit zum Kreis Tartu. Silber steht für den Kreis Ida-Viru.
Die beiden Hufeisen stehen für die estnischsprachige und russischsprachige Bevölkerung der Landgemeinde und für den historisch wichtigen Postkurs, der durch Lohusuu führte. Die Wellenlinie und der Angelhaken weisen auf die Flüsse und den Fischfang hin.

## Persönlichkeiten
- Otto Wilhelm Masing (1763–1832), in Lohusuu geborener estnischer Pfarrer und Sprachwissenschaftler